# نوربانو سلطان
نوربانو سلطان، (زاده ۱۵۲۵ – درگذشته ۷ دسامبر ۱۵۸۳ استانبول) با  نام عفیفه نوربانو سلطان نیز شناخته می‌شود، خاصگی سلطان و همسر عقدی سلیم دوم و والده سلطان مراد سوم و مادربزرگ محمد سوم همچنین یکی از چهره‌های برجسته در دوره سلطنت زنان بود. نوربانو سلطان عملا در سلطنت پسرش مراد سوم دخالت می‌کرد از این سو تنها حاکم زن عثمانی شناخته می‌شود.

## مبدا
نوربانو سلطان با نام واقعی "سیسیلیا یا اولیویا بافو" (به انگلیسی: "Cecilia or Olivia Venier-Baffo") در جزیره پاروس در دریای اژه که متعلق به جمهوری ونیز بود در سال ۱۵۲۵/۳۰ به دنیا آمد. او در سال ۱۵۴۰ توسط بارباروس خیرالدین پاشا ربوده شد. قبل از ورود به دربار عثمانی اصالتی ونیزی داشته‌است. برخی مورخان او را یهودی ونیزی و برخی دیگر پیرو کلیسای کاتولیک روم معرفی کرده‌اند .

## خاصگی سلطان

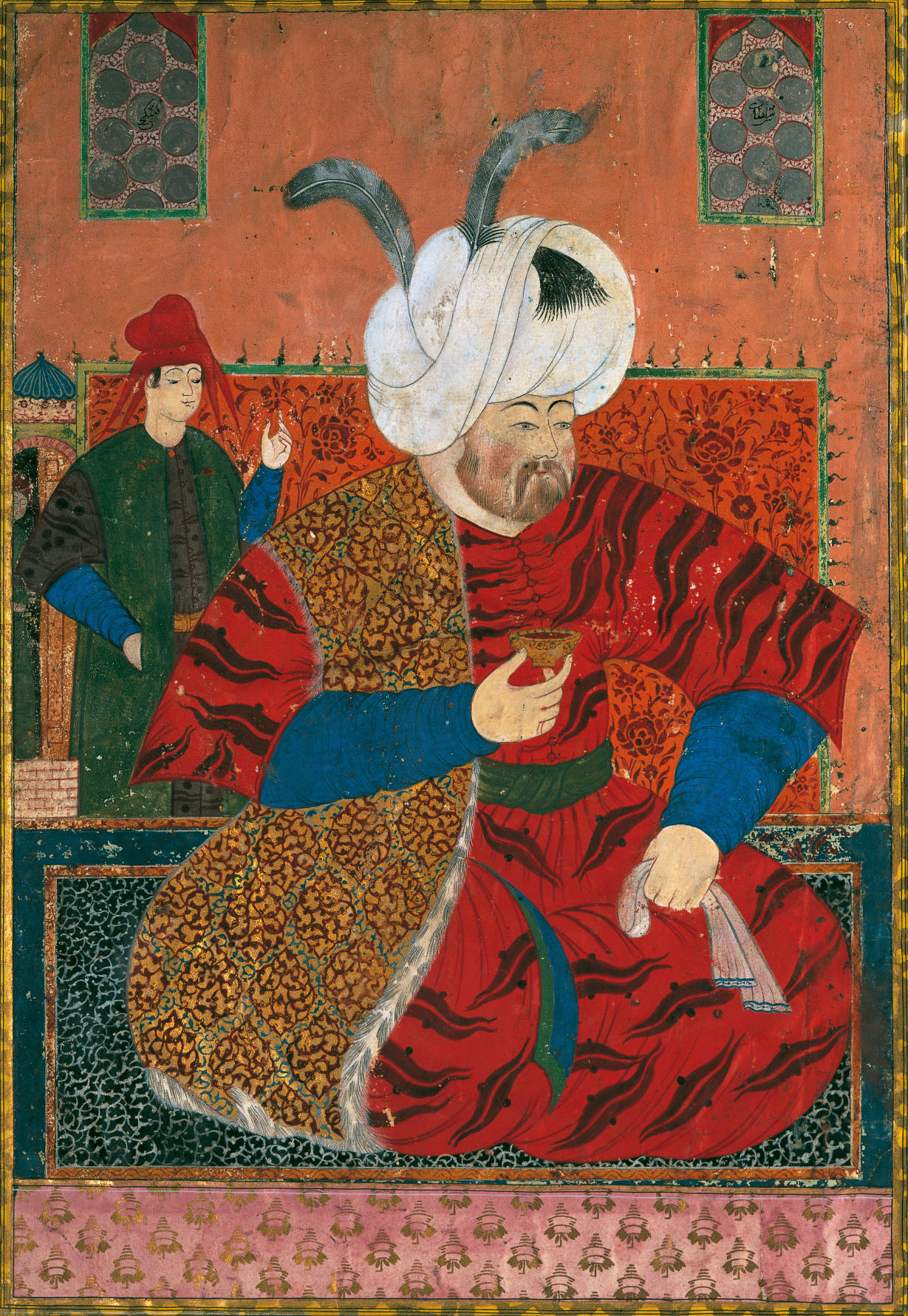
سلیم دوم شوهر نوربانو سلطان

نوربانو مورد علاقه ترین همسر شاهزاده سلیم شد (که در سال ۱۵۶۶ به عنوان سلیم دوم به سلطان عثمانی تبدیل شد) و مادر شاهزاده مراد (آینده مراد سوم، متولد ۱۵۴۶) بود.
در حالی که همسرش سلیم هنوز شاهزاده بود، نوربانو سرپرست حرمسرای شوهر خود در مانیسا شد.
هنگامی که سلیم سلطان شد، اجازه داد همچنان همسر موردعلاقه خود، به عنوان خاصگی نوربانو سلطان باشد، و در تمام دوران سلطنت خود در کاخ توپکاپی بماند، همان‌طور که شاه پیشین (سلیمان قانونی) انجام داده بود.
حتی بعد از اینکه سلیم شروع به پذیرش معاشرت های دیگر با زنان کرد، نوربانو همچنان به عنوان همسر محبوب برای زیبایی عالی و هوش خود باقی ماند و هیچ زنی نتوانست تاثیری که نوربانو بر سلیم می گذارد را داشته باشد. او به عنوان مادر وارث ظاهری و قانونی، به عنوان مشاور اصلی همسر خود عمل کرد. همان‌طوری که مادرشوهرش خرم سلطان انجام داده بود. اگرچه در آن زمان به دور از حالت عادی نبود که یک زن به پادشاه در امور حکومتی مشاوره دهد، سلیم دوم به دلیل احترام به قضاوت خوب همسرش، غالباً از نوربانو برای مشاوره در مورد موضوعات مختلف سؤال می كرد. سفیر ونیزی ، ژاکوپو سورانورز گزارش داد:گفته می شود:
"خاصگی هم به دلیل زیبایی فوق العاده و هم برای باهوش بودن بسیار عالی بود و از طرف اعلیحضرت بسیار مورد علاقه و  تقدیر است."
طبق گفته صفیه سلطان همسر مراد عروس نوربانو در مورد زیبایی مادر شوهرش گفت:
"من برای اولین بار در اواسط دهه چهل از عمرش او (نوربانو) را دیدم، اما با وجود سن بالایش، او زیباترین زنی بود که من تا به حال دیده ام."
نوربانو در طول سلطنت شوهرش به چهره ای قدرتمند و با نفوذ گسترده تبدیل شد. بنا به گفته برخی منابع (بیشتر حسابهای ونیزی) ، تأثیر وی به گونه ای بود که نوربانو سلطان به‌طور مؤثری دولت را در کنار وزیر بزرگ سوکلو محمد پاشا اداره کرد. امپراتوری عثمانی در رأس آن از ثبات قرار نداشت و درگیری بر سر تخت امپراتوری رایج بود. همچنین برای یک بازنده در چنین رقابت هایی غیر عادی نبود که تمام خانواده خود را به همراه او قتل عام کند تا از بروز هرگونه چالش در آینده جلوگیری کند. با این حال، نوربانو سلطان، مصمم بود که وقتی زمان رسیدن پسرش به برای جانشینی پدرش رسید، هیچ چیزی در این امر دخالت نمی کند.
اواخر سلطنت سلیم دوم در سال ۱۵۷۴، خاصگی نوربانو روزانه ۱۳۰۰ سکه طلا دریافت می کرد، در حالی که سایر کنیزهای سلیم، هر یک مادر یک فرزند بودن، فقط ۴۰ سکه نقره از خزانه دولتی دریافت می کردند.

## والده سلطان

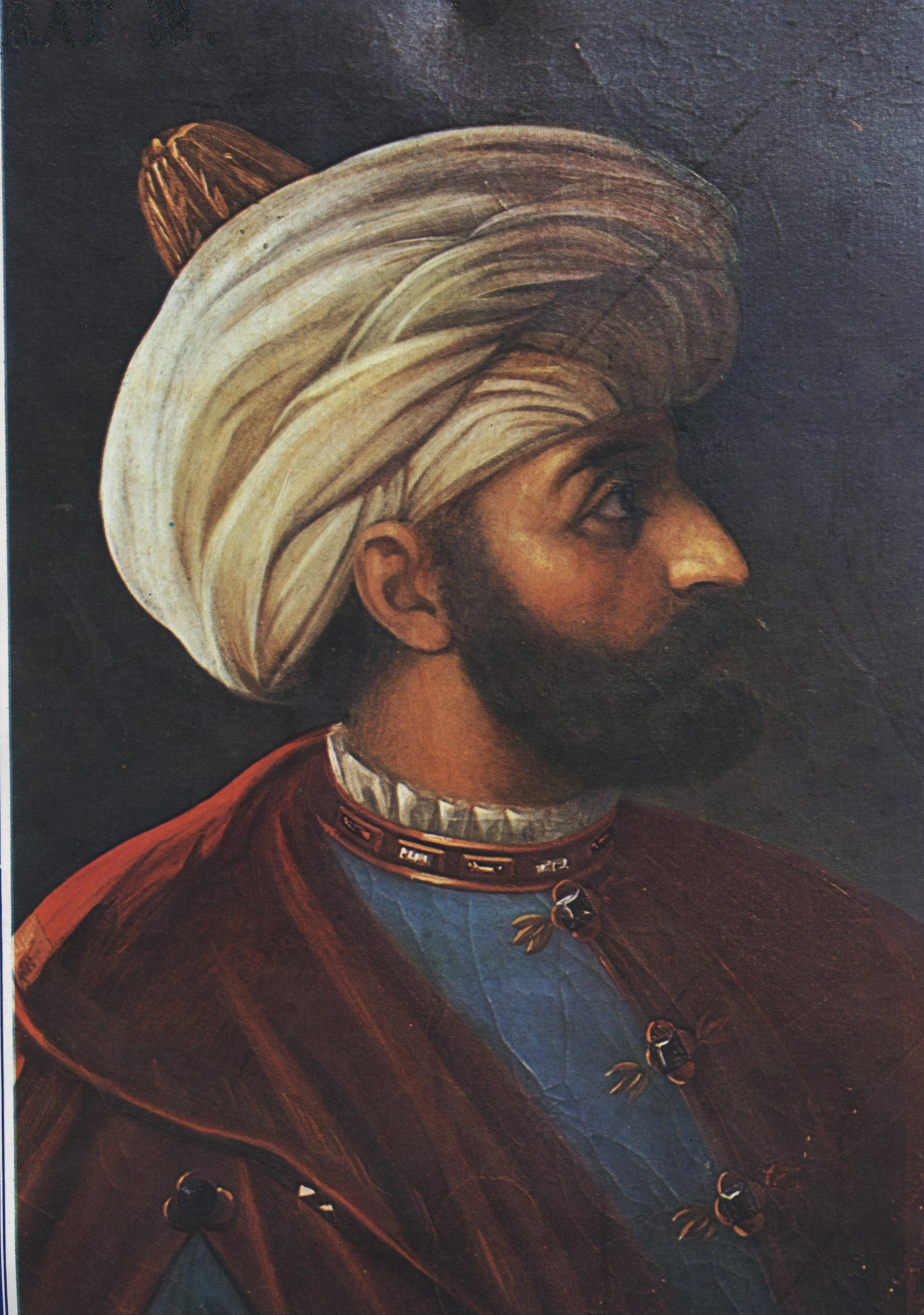
مراد سوم که نوربانو سلطان از سال ۱۵۷۴ تا ۱۵۸۳ والده سلطان برای وی بود.

شاهزاده مراد به عنوان فرماندار مانیسا در سواحل اژه اعزام شده بود و وقتی سلطان سلیم دوم در سال ۱۵۷۴ درگذشت، در آنجا بود. این بهترین فرصت برای کسی بود که بتواند با مرده سلطان پیشین و آمدن سلطان بعدی به دور از پایتخت قدرت را به دست بگیرد. نوربانو این مسئله را  بیشتر از هر کسی فهمید و سریع عمل کرد. امنیت و حفظ حریم خصوصی در حرمسرا سخت ترین مکان در هر کجا بود و هیچ‌کس نمی دانست که واقعاً سلیم دوم کشته شده است. نوربانو به هیچ‌کس نگفت و جسد مرد همسر خود را در یخدان مخفی پنهان کرد و برای پسرش به مانیسا نامه ای فرستاد تا پسرش فوراً به قسطنطنیه بیاید. در حالی که هیچ‌کس عاقل تر از این نبود که سلطان سلیم دوم این زندگی را واقعا ترک کرده است. این امر تا دوازده روز بعد، وقتی مراد وارد شد و نوربانو جسد شوهر فقید خود را تحویل داد، به‌طور عمومی شناخته نشده بود. پسرش مراد با عنوان سلطان مراد سوم بر تخت نشست و نوربانو والده سلطان شد ، بالاترین و عالیرتبه ترین مقامی که یک زن در امپراتوری عثمانی می توانست در آن باشد. برخلاف پیشین خود خرم سلطان، نوربانو از سلطنت شوهر خود خارج شد و از قدرت مطلق بین سالهای ۱۵۷۴ تا ۱۵۸۳ برخوردار بود، اگرچه ظاهراً پس از مرگ سلیم دوم در کاخ شبستان (مکانی برای زنان در قلب کاخ در شرق واقع شده بود) حضور نداشت.
زیر سلطه نوربانو بر حرمسرا امپراتوری، احترام بسیار زیاد پسرش مراد و همچنین ضعف پسرش نسبت به او نوربانو توانست نقش اصلی در دولت داشته باشد. به این ترتیب والده سلطان به مقام بسیار والایی رسید و به یک مقام رسمی، مهم، قدرتمند و بسیار بانفوذ سلسله تبدیل شد. پول جیب نوربانو ماهانه به ۲۰،۰۰۰ سکه طلا می رسید، که در بین اعضای فرماندهان و مقامات عالی رتبه به مقدار بالایی رسیده بود، و به عنوان شاخص این قدرت بزرگ در نظر گرفته می شود. همچنین به عنوان والده سلطان، او روزانه ۲۰۰۰ سکه طلا به او اختصاص می یافت.
نوربانو قدرت نهایی را داشت و او با نفوذ بسیار گسترده به چهره ای سیاسی قدرتمندی تبدیل شده بود. جان فدا خاتون، راضیه خاتون، حبی خاتون و غضنفر آقا و مصطفی آقا به عنوان خانم ها و خواجگان منتظر مراد و نوربانو نیز به نظر می رسد در دوران سلطنت دفاکتو نوربانو سلطان بسیار قدرتمند و تأثیرگذار بوده اند.

## سیاست خارجه
نوربانو در طول سلطنت سلیم دوم و مراد سوم آن‌ها را به داشتن رابطه خوب با ونیز و دیگر سرزمین‌های ایتالیا راهنمایی می‌کرد چرا که دوست نداشت سرزمین پدری‌اش مورد حمله قرار گیرد. سفیران ونیزی از او به عنوانی زنی یاد کرده‌اند که هرگز اصالت ونیزی خود را فراموش نکرده است. نوربانو با کاترین مدیچی ملکه فرانسه رابطه خوبی داشت.

## آثار
نوربانو زمانی که والده سلطان شد به معمار سنان دستور داد تا قصر و مسجد والده عتیق را در منطقه اسکدار بسازد، البته در کنار آن‌ها حمامی ساخته شد. ساخت و ساز این مسجد در تنها چند روز پیش از مرگ نوربانو سلطان به پایان رسید.

## فرزندان
- شاه سلطان (تولد ۱۵۴۴ مانیسا – مرگ سپتامبر ۱۵۸۰ استانبول، در مقبره زال محمود پاشا در مسجد ایوب سلطان دفن شد)
- اسماخان سلطان (تولد ۱۵۴۴ مانیسا – مرگ ۸ اوت ۱۵۸۵ استانبول  در مقبره سلیم دوم در مسجد ایا صوفیا دفن شد)
- گوهرخان سلطان (تولد ۱۵۴۴ مانیسا – مرگ بعد از ۱۶۰۴ استانبول  در مقبره سلیم دوم در مسجد ایا صوفیا دفن شد)
- مراد سوم (تولد ۴ ژوئیه ۱۵۴۶ مانیسا – مرگ ۱۶/۱۷ ژانویه ۱۵۹۵ استانبول، در آرامگاه مراد سوم در مسجد ایاصوفیا دفن شد)
- عاتیکه سلطان (تولد ۴ ژوئیه ۱۵۴۶ مانیسا – مرگ ۱۵۹۰ در مسجد سلیمانیه)

## مرگ
نوربانو سلطان، در ۷ دسامبر سال ۱۵۸۳ در استانبول درگذشت و در کنار همسرش سلیم دوم در مسجد ایاصوفیه دفن شد.

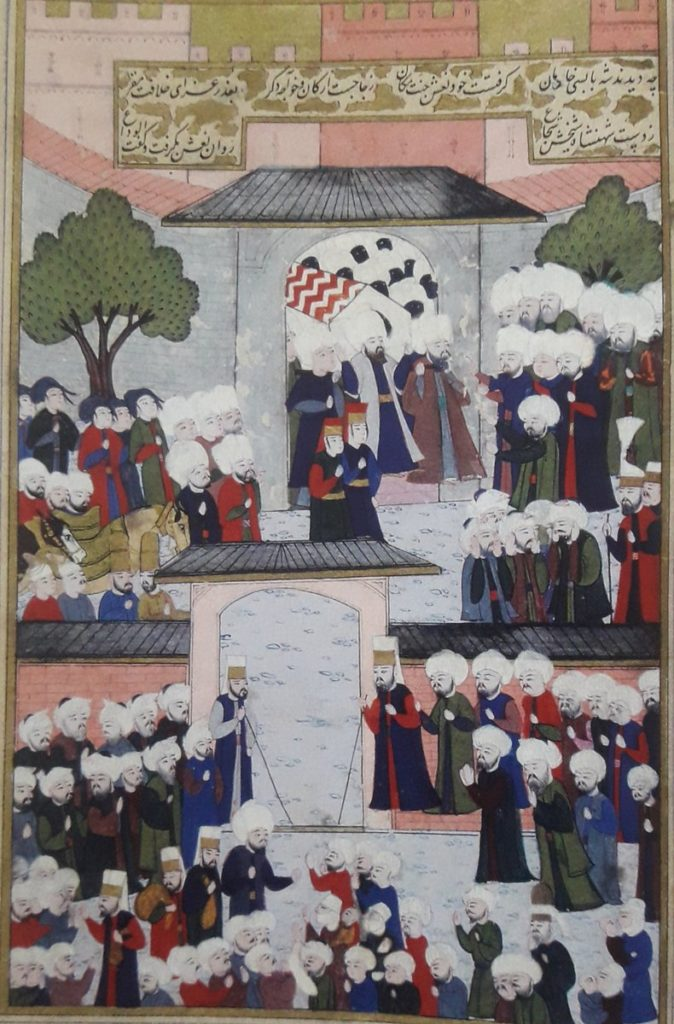
مراسم تشییع جنازهٔ نوربانو سلطان